# جینو لوری
جینو لوری (ایتالیایی: Gino Lori؛ زادهٔ ۳ ژانویهٔ ۱۹۵۶) دوچرخه‌سوار اهل ایتالیا است. وی در بازی‌های المپیک تابستانی ۱۹۷۶ شرکت کرده است.